# Свети Атанасий (Оризари)
Вижте пояснителната страница за други значения на Свети Атанасий.
„Свети Атанасий Велики“ (на македонска литературна норма: „Свети Атанасиј Велики“) е възрожденска православна църква в кочанското село Оризари, източната част на Северна Македония. Част е от Брегалнишката епархия на Македонската православна църква – Охридска архиепископия. Църквата е построена в средата на века и осветена на 24 април 1848 година. По-късно е частично разрушена от турците и обновена в 1876 година. Иконите са изработени в 1875 година от зографа Исай Макриев от село Галичник и неизвестни автори. Църквата не е изписана.
Иконостасът е висок, с три реда икони, а конструкцията му най-вероятно е издигната при обновяването на църквата в 1875 – 1876 година. В царския ред са поставени десет икони (от юг към север): Свети Георги, Архангел Михаил, Свети Йоан Предтеча, Иисус Христос Вседържител, Богородица Елеуса, Свети Атанасий Александрийски, Свети Димитър, Свети Харалампий и Свети Никола. На иконите няма подпис на зографа, но годината 1850 е изписана на иконите на Свети Харалампий и Свети Никола. Предполага се, че са рисувани от Димитър Христов заради стиловите характеристики. Горните два реда икони и царските двери са дело на Николай Михайлов от Крушево. Негов е и големият надиконостасен кръст с разпянието. Автор на иконите на северната и южната врата на иконостаса е Исай Макриев от 1875 – 1876 година при обновяването на църквата.